# Адриан де Гроот
Адриан Дингеман де Гроот (на нидерландски: Adrianus Dingeman (Adriaan) de Groot) е холандски шах майстор и психолог, който извършва някои от най-известните шах експерименти на всички времена през 40-те до 1960 г. През 1946 той пише своята дисертация Het denken van den schaker, която е преведена на английски език през 1965 г. и публикувана под името „Мислене и избор в шаха“.
Изследванията включват участници от всички категории на шаха, от аматьори до майстори. Те проучват въпроса за когнитивните изисквания и мисловните процеси, включени в движението на шахматните фигури. От участниците обикновено се изисква да решат правилно даден проблем в шаха под супервизията на експериментатора и да изказват мислите си на глас, за да могат да бъдат записани.
Де Гроот открива, че много от това, което е важно в избирането на ход, се появява в първите няколко секунди на преместване на нова позиция. Отбелязани са четири стадия в задачата за избиране на следващ ход:
- Първият стадий е „фазата на ориентацията“, в която субектът оценява ситуацията и определя основната идея на това, какво да прави след хода.
- Вторият стадий е „фазата на проучване“, която е проявена чрез вглеждане в някои части на игралната дъска.
- Третият стадий или „фаза на изследване“ води до избирането от субекта на предполагаемо най-добрия ход.
- Накрая в четвъртия стадий, „фазата на доказателството“, се вижда потвърждението от субекта, че неговите/нейните резултати от изследването са валидни.

## Публикации
- Thought and choice in chess  (1965).
- Saint Nicholas, A psychoanalytic study of his history and myth  (1965).
- Methodology. Foundations of inference and research in the behavioral sciences  (1969).
- Perception and memory in chess: Heuristics of the professional eye  (1996; with Fernand Gobet and Riekent Jongman).